# Еліс (Техас)
Еліс (англ. Alice) — місто (англ. city) в США, в окрузі Джим-Веллс штату Техас. Населення — 17 891 особа (2020).

## Географія
Еліс розташований за координатами 27°45′20″ пн. ш. 98°3′57″ зх. д. / 27.75556° пн. ш. 98.06583° зх. д. (27.755616, -98.065812).  За даними Бюро перепису населення США в 2010 році місто мало площу 32,58 км², з яких 31,06 км² — суходіл та 1,52 км² — водойми.

### Клімат
| Клімат : Еліс                                           | Клімат : Еліс | Клімат : Еліс | Клімат : Еліс | Клімат : Еліс | Клімат : Еліс | Клімат : Еліс | Клімат : Еліс | Клімат : Еліс | Клімат : Еліс | Клімат : Еліс | Клімат : Еліс | Клімат : Еліс | Клімат : Еліс |
| Показник                                                | Січ.          | Лют.          | Бер.          | Квіт.         | Трав.         | Черв.         | Лип.          | Серп.         | Вер.          | Жовт.         | Лист.         | Груд.         | Рік           |
| Абсолютний максимум, °C                                 | 33,9          | 37,8          | 40,0          | 41,7          | 42,2          | 43,9          | 43,9          | 43,3          | 43,3          | 38,9          | 36,1          | 34,4          | 43,9          |
| Середній максимум, °C                                   | 19,7          | 22,2          | 25,6          | 29,1          | 31,7          | 34,4          | 35,8          | 36,3          | 33,6          | 29,9          | 24,9          | 20,7          | 28,7          |
| Середній мінімум, °C                                    | 7,1           | 9,0           | 12,3          | 16,4          | 20,0          | 22,6          | 23,3          | 23,3          | 21,3          | 16,7          | 12,0          | 8,1           | 16,0          |
| Абсолютний мінімум, °C                                  | −11,1         | −9,4          | −6,1          | −0,6          | 6,1           | 11,1          | 16,1          | 16,1          | 7,2           | −2,2          | −5,6          | −11,1         | −11,1         |
| Норма опадів, мм                                        | 33            | 38            | 33            | 39            | 79            | 79            | 57            | 59            | 116           | 73            | 40            | 36            | 682           |
| ------------------------------------------------------- | ------------- | ------------- | ------------- | ------------- | ------------- | ------------- | ------------- | ------------- | ------------- | ------------- | ------------- | ------------- | ------------- |
| Джерело: https://wrcc.dri.edu/cgi-bin/cliMAIN.pl?tx0144 |               |               |               |               |               |               |               |               |               |               |               |               |               |

## Демографія
Згідно з переписом 2010 року, у місті мешкали 19 104 особи в 6635 домогосподарствах у складі 4906 родин. Густота населення становила 586 осіб/км².  Було 7313 помешкання (224/км²).
Расовий склад населення:
| - 86,7 % — білих - 0,8 % — чорних або афроамериканців - 0,7 % — корінних американців - 0,6 % — азіатів - 9,5 % — осіб інших рас |

До двох чи більше рас належало 1,7 %. Частка іспаномовних становила 85,1 % від усіх жителів.
За віковим діапазоном населення розподілялося таким чином: 29,1 % — особи молодші 18 років, 57,7 % — особи у віці 18—64 років, 13,2 % — особи у віці 65 років та старші. Медіана віку мешканця становила 33,5 року. На 100 осіб жіночої статі у місті припадало 92,7 чоловіків;  на 100 жінок у віці від 18 років та старших — 87,8 чоловіків також старших 18 років.
Середній дохід на одне домашнє господарство  становив 62 622 долари США (медіана — 40 835), а середній дохід на одну сім'ю — 73 056 доларів (медіана — 50 642). Медіана доходів становила 50 396 доларів для чоловіків та 26 169 доларів для жінок. За межею бідності перебувало 25,1 % осіб, у тому числі 38,0 % дітей у віці до 18 років та 14,4 % осіб у віці 65 років та старших.
Цивільне працевлаштоване населення становило 7913 осіб. Основні галузі зайнятості: освіта, охорона здоров'я та соціальна допомога — 23,9 %, сільське господарство, лісництво, риболовля — 20,3 %, роздрібна торгівля — 8,6 %, науковці, спеціалісти, менеджери — 6,1 %.

## Відомі люди
- Джеймс Еллісон (* 1948) — американський імунолог.